# Amaxia lepida
Amaxia lepida är en fjärilsart som beskrevs av William Schaus 1912. Amaxia lepida ingår i släktet Amaxia och familjen björnspinnare. Inga underarter finns listade i Catalogue of Life.